# 비세라 클린업 디테일
《비세라 클린업 디테일》(Viscera Cleanup Detail)은 청소 달성률 100%를 넘기는것을 목적으로 플레이 하는 간단한 청소 게임이다. 하지만 각각의 맵마다 스토리가 존재한다. 그 스토리를 파해쳐나가면서 플레이를 하는 것도 그것마다 재미가 있다. 그리고 각 맵에는 이스터에그도 존재한다. 그 이스터에그들을 모아 전시 할 수도 있는 단순한 청소 게임이다.

## 아이템 종류
- 대걸레: 탄 자국이나 더러운 자국, 핏자국을 없앨 수 있는 도구이다.
- 감지기: 유기물과 무기물을 감지하는 도구로, 손이 닿지 않는 곳에 청소를 할 수 있다.
- 삽: 어느 맵에 보면 바닥에 괴물 입이 있는데, 그 괴물 입을 모래로 막을 때 사용한다.
- 리프터: 플레이어가 옮길 수 있고, 높은 곳에 올라갈 때 엘레베이터 같이 사용한다.
- 레이저 총: 총알 구멍 자국을 없애는데 사용하며, 너무 오래 사용하면 과열된다.
- 손전등: 플레이어가 옮길 수 있고, 놔두면 주위가 밝아지는 손전등이다.
- 양동이: 물 양동이를 소환할 수 있는 기계에서 뽑을 수 있으며, 물을 쏟으면 양동이가 된다.
- 폐기물 상자: 기계에서 뽑을 수 있으며, 각종 쓰레기를 넣어서 한꺼번에 소각할 때 사용하는 편리한 상자이다.

## 게임 설명
Crates(상자), Barrels(통) 이라고 적힌 선이 그여져 있는 구역이 있다. 이곳에 상자와 통을 분리해 정리하면 보너스 점수를 받는다.
벽에 스프레이가 칠해져 있을 때가 있는데, 화학 약품을 던져서 깨트리면 흡수가 된다. 이 때 걸레질을 하여 지울 수 있다.